# オタヴィオ・エンリケ・パソス・サントス
オタヴィオ（Otávio）ことオタヴィ・エンリケ・パソス・サントス（Otávio Henrique Passos Santos、1994年5月4日 - ）はブラジル・マセイオ出身のサッカー選手。アトレチコ・ミネイロ所属。ポジションはDF。

## 経歴
2008年、14歳のときにアトレチコ・パラナエンセの下部組織に入る。2014年にトップチームに昇格。2014年4月20日のグレミオFBPA戦でプロデビュー。
2017年8月7日、FCジロンダン・ボルドーが4年契約で獲得した。
2022年2月4日、 アトレチコ・ミネイロに期限付き移籍。その後4年契約で完全移籍。